# Pöide kommun
Pöide kommun (estniska: Pöide vald, tyska: Peude) var en tidigare landskommun i landskapet Saaremaa (Ösel) i Estland. Kommunen uppgick den 23 oktober 2017 i den då nybildade Ösels kommun.
Kommunen låg vid ön Ösels östra kust mot Moonsund i Östersjön, 140 km sydväst om huvudstaden Tallinn. Kommunen hade 953 invånare (2006). Centralort var byn Tornimäe.

## Orter
Tätbebyggda orter saknades i kommunen.

### Byar
- Ardla
- Are
- Iruste
- Kahutsi
- Kakuna
- Kanissaare
- Kärneri
- Keskvere
- Koigi
- Kõrkvere
- Kübassaare
- Leisi
- Levala
- Metsara
- Mui
- Muraja
- Neemi
- Nenu
- Oti
- Puka
- Pöide
- Reina
- Sundimetsa
- Talila
- Tornimäe (huvudort)
- Ula
- Unguma
- Uuemõisa
- Välta
- Veere

## Sevärdheter

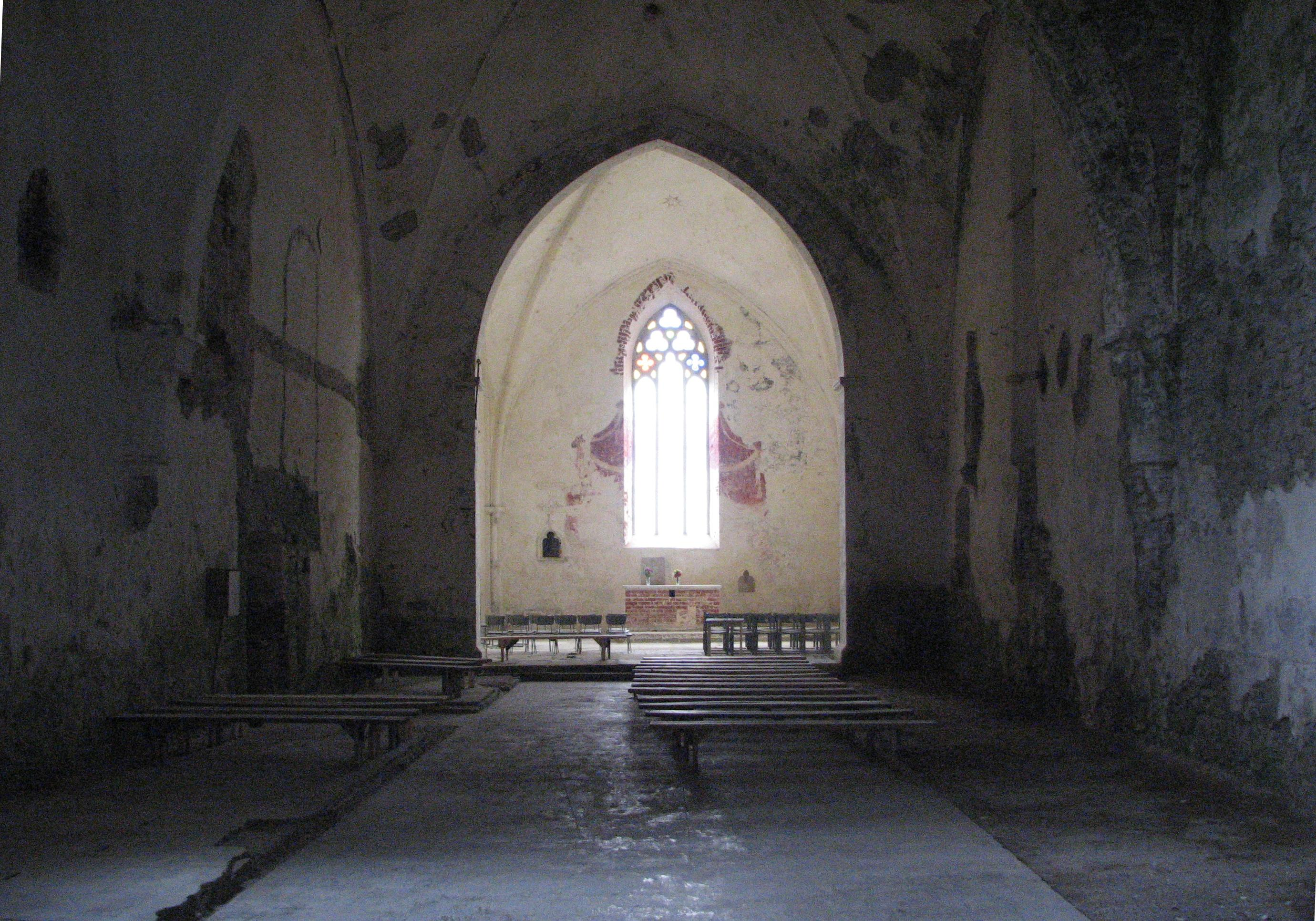
Interiör från Pöide kyrka

Den medeltida kyrkan i Pöide är en rest av en större medeltida borg som var ordensborg för Livländska orden. Borgen förstördes av lokala upprorsmän i samband med Sankt Görans-upproret i Estland 1343. Kyrkan skadades på nytt under andra världskriget och är fortfarande under renovering.

## Klimat
Årsmedeltemperaturen i trakten är 6 °C. Den varmaste månaden är augusti, då medeltemperaturen är 18 °C, och den kallaste är januari, med −5 °C.